# 2019冠状病毒病开曼群岛疫情
2019冠状病毒病开曼群岛疫情，介绍在2019新型冠狀病毒疫情中，在开曼群岛发生的情况。

## 时间轴

### 2020年3月
2020年3月12日，开曼群岛宣布确诊首例2019冠状病毒病病例。患者为意大利游客，2月29日由于严重心脏问题从游轮上转移到开曼群岛后确诊。而2月25日开曼群岛曾拒绝美国游轮“传奇号”（Meraviglia）的泊岸申请，游轮上一名船员疑似感染2019冠状病毒病。
3月14日，首例确诊病例死亡。
3月19日，新增2例确诊病例。
3月23日，新增确诊3例，累计确诊5例。
3月24日，报告第6例确诊病例，无旅行史。
3月25日，新增确诊2例，累计确诊8例。决定实施24小时全天候宵禁，自当晚7点至周六上午5点。
3月29日，新增确诊4例，累计确诊12例。决定自周一开始，按照姓氏首字母选择时间购物，A至K可以在周一、三、五购物，L至Z可以在周二、四、六购物。
3月31日，累计确诊14例。

### 4月
4月1日，新增确诊8例，累计确诊22例。新增病例中7例近期有旅行史或曾与有旅行史的人接触。有3人违反宵禁，其中1人被捕。
4月2日，新增确诊6例，累计确诊28例。
4月3日，新增确诊1例，累计确诊29例。一违反宵禁者被判四个月监禁。警察局长Derek Byrne称宵禁从当晚开始延长两周。。
4月4日，新增确诊6例，累计确诊35例。
4月5日，新增确诊4例，累计确诊39例。
4月7日，新增确诊6例，累计确诊45例。新增病例包括4名在当地一家旅馆被隔离的学生。
4月11日，新增确诊8例，累计确诊53例。治愈人数增至6例。
4月13日，新增确诊1例，累计确诊54例。
4月15日，新增确诊6例，累计确诊60例。
4月16日，新增确诊1例，累计确诊61例。治愈人数增至7例。
4月20日，新增确诊5例，累计确诊66例。
4月24日，新增确诊4例，累计确诊70例。治愈人数增至8例。
4月28日，新增确诊3例，累计确诊73例。治愈人数增至10例。

### 5月
5月1日，新增确诊1例，累计确诊74例。
5月4日，新增确诊1例，累计确诊75例。治愈人数增至14例。
5月5日，新增确诊3例，累计确诊78例。治愈人数增至30例。
5月7日，新增确诊2例，累计确诊80例。治愈人数增至35例。
5月8日，新增确诊1例，累计确诊81例。治愈人数增至41例。
5月11日，新增确诊3例，累计确诊84例。治愈人数增至47例。
5月12日，新增确诊1例，累计确诊85例。治愈人数增至50例。
5月13日，新增确诊1例，为Cost-U-Less超市一名员工，累计确诊86例。治愈人数增至54例。总理表示下周可能会重新开放海滩，最早在本周末取消周日的全日封锁。
5月14日，新增确诊7例，累计确诊93例。累计治愈54例。
5月15日，新增确诊1例，累计确诊94例。累计治愈54例。
5月19日，新增确诊17例，累计确诊111例。
5月21日，新增确诊10例，累计确诊121例。累计治愈55例。
5月22日，新增确诊8例，1例为确诊病例接触者，7例为社区传播病例，累计确诊129例。
5月25日，新增确诊5例，累计确诊134例。累计治愈61例。
5月26日，新增确诊3例，累计确诊137例。累计治愈63例。